# Walden (Colorado)
Pour les articles homonymes, voir Walden.
La ville de Walden est le siège du comté de Jackson, situé dans le Colorado, aux États-Unis.
La ville est nommée en l'honneur de Mark Walden, le receveur des postes de la localité voisine de Sage Hen Springs.

## Démographie
Selon le recensement de 2010, Walden compte 608 habitants. La municipalité s'étend sur 0,34 milles carrés (0,88 km2).
| 1890 | 1900 | 1910 | 1920 | 1930 | 1940 |
| ---- | ---- | ---- | ---- | ---- | ---- |
| 64   | 141  | 162  | 260  | 284  | 668  |

| 1950 | 1960 | 1970 | 1980 | 1990 | 2000 |
| ---- | ---- | ---- | ---- | ---- | ---- |
| 696  | 809  | 907  | 947  | 890  | 734  |

| 2010 | - | - | - | - | - |
| ---- | - | - | - | - | - |
| 608  | - | - | - | - | - |